# Беллуско
Беллуско (італ. Bellusco) — муніципалітет в Італії, у регіоні Ломбардія, провінція Монца і Бріанца.
Беллуско розташоване на відстані близько 490 км на північний захід від Рима, 25 км на північний схід від Мілана, 13 км на схід від Монци.
Населення — 7359 осіб (2014).
Щорічний фестиваль відбувається другої неділі вересня. Покровитель — Santa Giustina.

## Демографія
Населення за роками:

Станом на 1 січня 2023 року в муніципалітеті офіційно проживало 665 іноземців з 56 країн, серед них 183 громадяни країн Євросоюзу та 37 громадян України.

## Уродженці
- Патриціо Сала (*1955) — відомий у минулому італійський футболіст, півзахисник, фланговий півзахисник.

## Сусідні муніципалітети
- Бузнаго
- Меццаго
- Орнаго
- Рончелло
- Сульб'яте
- Вімеркате